# Paweł Jaracz

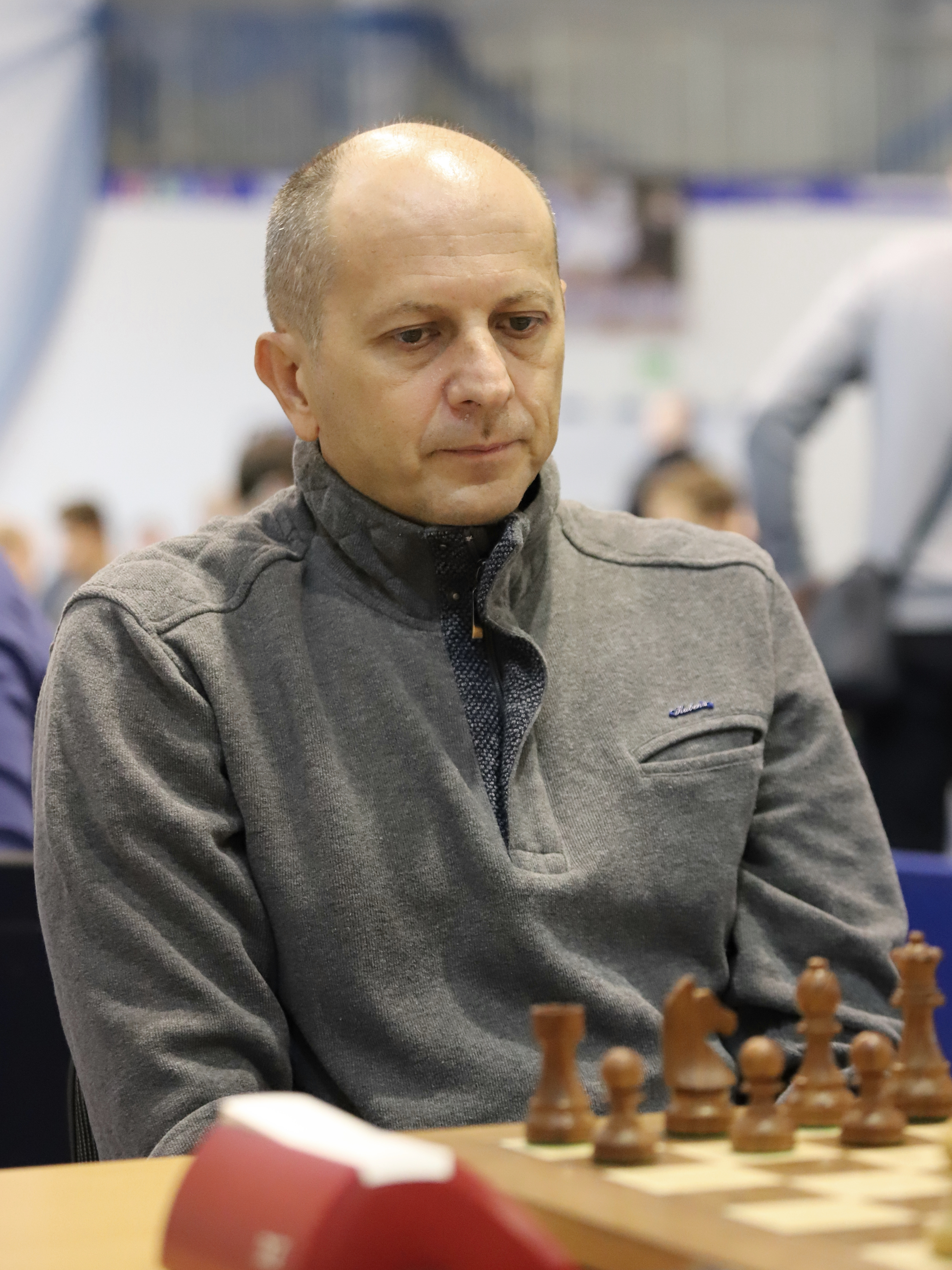
Paweł Jaracz, 2021

Paweł Jaracz (Kożuchów, 22 juli 1975) is een Poolse schaker. Hij is een grootmeester.
Van 21 april t/m 4 mei 2005 werd in Poznań het Poolse kampioenschap gespeeld dat door Radosław Wojtaszek met 9,5 uit 13 gewonnen werd. Jaracz werd 9e met zes punten.